# Peperomia ayacuchoana
Peperomia ayacuchoana är en pepparväxtart som beskrevs av Pino & Samain. Peperomia ayacuchoana ingår i släktet peperomior, och familjen pepparväxter. Inga underarter finns listade i Catalogue of Life.